# 1039-1030 v.Chr.
De jaren 1039-1030 v.Chr. (van de christelijke jaartelling) zijn een decennium in de 11e eeuw v.Chr..

## Gebeurtenissen

### Babylonië
- 1033 v. Chr. - Koning Nabu-shum-libur (1033 - 1025 v. Chr.) heerser over de vazalstaat Babylon.

### Assyrië
- 1032 v. Chr. - Koning Shalmaneser II (1032 - 1018 v. Chr.) regeert over het Assyrische Rijk.

### Israël
- 1030 v. Chr. - Ontstaan van de Joodse staat Palestina (tot 586 v. Chr.) in Kanaän verenigen zich Hebreeuwse volksstammen.

<< · 1099-1090 · 1089-1080 · 1079-1070 · 1069-1060 · 1059-1050 · 1049-1040 · 1039-1030 · 1029-1020 · 1019-1010 · 1009-1000 · >>